# Wehbe Katicha
Wehbe Katicha (arabe : وهبي قاطيشه) est un homme politique libanais du parti Forces libanaises.

## Biographie
Il est élu député à la Chambre des députés (Liban) lors des Élections législatives libanaises de 2018. C'est un ancien général de l'armée libanaise.